# Rat à poche mexicain
Cratogeomys castanops
Ne doit pas être confondu avec Zygogeomys trichopus.
Espèce
Synonymes
- Pappogeomys castanops (Baird, 1852)

Statut de conservation UICN

 LC  : Préoccupation mineure
Le Rat à poche mexicain (Cratogeomys castanops) est une espèce de rongeurs de la famille des Géomyidés qui rassemble des gaufres ou rats à poche, c'est-à-dire à abajoues. On rencontre ce petit rongeur terrestre au Mexique et aux États-Unis, dans les vallées dont le sol meuble lui permet de creuser. Chaque individu vit en effet dans un réseau complexe de galeries, de nids et de réserves qui peut atteindre 76 m de longueur. Un compagnon n'y est toléré que deux fois par an, en période de reproduction, au début du printemps et ensuite en fin d'été, périodes durant lesquelles les femelles donnent naissance à des portées de 1 à 3 petits. Comme beaucoup de gaufres, l'espèce est occasionnellement considérée comme nuisible aux cultures et les populations doivent être contrôlées à l'aide de pièges ou de rodenticides. La présence de prédateurs, notamment les aigles ou les hiboux, est aussi un facteur évitant la prolifération du Rat à poche mexicain.
L'espèce a été décrite pour la première fois en 1852, par Spencer Fullerton Baird, un zoologiste américain.
Synonyme : Pappogeomys castanops (Baird, 1852)

## Description
Le mâle mesure en moyenne 27,1 cm pour un poids de 2,79 kg et la femelle mesure 26,3 cm pour un poids de 2,48 kg. La fourrure peut être jaune pâle ou brun-rougeâtre, le ventre est plus clair que le dos.

## Répartition et habitat
Cette espèce est présente dans le centre-sud des États-Unis et dans le nord-est du Mexique. Elle vit dans des zones au sol meuble où il est facile de creuser des terriers, notamment les vallées au sol sableux ou limoneux. Lorsqu'elle occupe des sols rocailleux ou denses, sa densité de population est plus faible.

## Alimentation
Le rat à poche mexicain est herbivore, il se nourrit de racines, de tiges et de feuilles.

## Reproduction
Cette espèce est polygyne, un mâle s'accouple avec 3 ou 4 femelles en moyenne. Il y a deux saisons de reproduction, la première a lieu de décembre à mars et la seconde de juin à août. La femelle a deux portées par an avec 2 à 3 petits par portée. Les petits naissent nus et aveugles. La femelle s'occupe d'eux seule. Les petits sont capables de se nourrir seuls au bout d'un mois ou deux. Ils quittent définitivement le terrier maternel à la fin de leur croissance, au bout de trois mois.
Le mâle vit en moyenne 7 mois et la femelle 13 mois.

## Taxinomie
Cratogeomys goldmani a longtemps été considérée comme une sous-espèce de Cratogeomys castanops. Des études ont permis de mettre en évidence que C. castanops (2n=46) et C. goldmani (2n=42) n'avaient pas le même nombre de chromosomes.

### Sous-espèces
Selon ITIS (4 juin 2017) :
- sous-espèce Cratogeomys castanops castanops
- sous-espèce Cratogeomys castanops consitus

La sous-espèce C.c. castanops vit dans le Nord de l'aire de répartition et la sous-espèce C.c. consitus dans le Sud. La séparation entre les deux sous-espèces se fait aux alentours de la ville de Cuatro Ciénegas.